# Katarische Fußballnationalmannschaft der Frauen
Die katarische Fußballnationalmannschaft der Frauen repräsentierte Katar im internationalen Frauenfußball. Sie existiert seit 2009 und absolvierte 2014 ihr letztes Spiel.
Kritisiert wird vor allem, dass die Nationalmannschaft vor dem Hintergrund der Frauenrechtssituation nur kurzfristig zum Schein aktiv gewesen sei, da diese mittlerweile schon seit vielen Jahren kein einziges Spiel mehr absolviert hat und daher noch nicht einmal mehr auf der FIFA-Weltrangliste geführt wird.

## Geschichte
Die katarische Fußballnationalmannschaft der Frauen wurde 2009 kurz vor der Vergabe der Weltmeisterschaft 2022 gegründet, da FIFA-Regularien vorschreiben, dass WM-Bewerber sowohl Männer- als auch Frauen-Nationalmannschaften gleichermaßen fördern müssen. Der katarische Fußballverband hatte seit 2009 mehrere Anstrengungen unternommen, um den Frauenfußball in Katar voranzubringen. Unter Monika Staabs Betreuung wurde eine U-14 sowie eine U-16 gegründet, außerdem gab es eine Liga (Männer durften allerdings nicht zuschauen). Bisher bestritt die katarische Frauen-Auswahl nur Freundschaftsspiele, an Qualifikationen zur Weltmeisterschaft sowie an Qualifikationen zur Asienmeisterschaft nahm das Team noch nicht teil. Ende August 2013 reiste die Mannschaft mit ihrer damaligen Trainerin Monika Staab nach Deutschland und bestritt dort mehrere Testspiele gegen die zweite Mannschaft des FFC Wacker München, den VfB Straubing II sowie gegen eine Jugendmannschaft der TSG Hoffenheim. Oft haben konservative Eltern Probleme damit, ihren Töchtern überhaupt das Fußballspielen zu erlauben. So durften zum Beispiel vier Spielerinnen bei der Deutschlandtour nicht mitreisen.
Seit 2014 ist kein offizielles Länderspiel mehr ausgetragen worden. Auch die katarische Liga existiert nicht mehr (Stand November 2022).

## Turniere

### Olympische Spiele
- 1996 bis 2028: Nicht teilgenommen

### Weltmeisterschaft
- 1991 bis 2027: Nicht teilgenommen

### Asienmeisterschaft
- 1975 bis 2026: Nicht teilgenommen

## Ehemalige Trainer
- Helena Costa (2010–2012)
- Monika Staab (2013–2014)
- Meryem Yamak (2014)